# Raggaröfjärden
Raggaröfjärden (i äldre skrifter även Västerfjerden), fjärd belägen mellan Raggarön och Fälön, i Börstils socken, Östhammars kommun.
Fjärden består av mestadels öppet vatten, men de små öarna Skian, Flässjegrundet, Fälö-snäckan, Snäckan och Bomörarna samt grundet Ryttarna är belägna i fjärden.